# Contea di Caribou
La contea di Caribou (in inglese Caribou County) è una contea dello Stato dell'Idaho, negli Stati Uniti. La popolazione al censimento del 2000 era di 7 304 abitanti. Il capoluogo di contea è Soda Springs.

## Geografia
La contea si trova nel sud-est dello Stato, al confine con il Wyoming. Il territorio è prevalentemente montuoso. Parte della Foresta nazionale di Caribou-Targhee si trova nella contea.

### Contee confinanti
- Contea di Bonneville - nord-est
- Contea di Lincoln (Wyoming) - est
- Contea di Bear Lake - sud-est
- Contea di Franklin - sud-ovest
- Contea di Bannock - ovest
- Contea di Bingham - nord-ovest

## Storia
La contea fu creata nel 1919 e fu l'ultima contea dell'Idaho a essere istituita. Fu chiamata così per i monti Caribou.

## Comuni

### Cities
- Bancroft
- Grace
- Soda Springs (capoluogo)